# Макс Гудкоп
Макс Гудкоп (нід. Max Goedkoop; 7 листопада 1928, Амстердам — 11 квітня 2017) — нідерландський футболіст, грав на позиції крайнього нападника, виступав за команди «Аякс» і «Де Волевейккерс».

## Спортивна кар'єра
У віці двадцяти чотирьох років Макс Гудкоп дебютував у складі футбольного клубу «Аякс». Першу гру в чемпіонаті Нідерландів він провів 25 січня 1953 року вдома проти ВСВ, зігравши на позиції крайнього нападника. У дебютному сезоні Макс взяв участь у п'яти матчах чемпіонату і забив один гол.
В цілому за три роки Гудкоп зіграв у 8 матчах першості Нідерландів, забивши в них 1 гол. Влітку 1955 року нападник виставлявся на трансфер. В останній раз у складі «червоно-білих» він виходив на поле 19 травня 1956 року в матчі проти «Фортуни '54». 
Влітку 1956 року Макс перейшов в інший амстердамський клуб — «Де Волевейккерс». У дебютній зустрічі 2 вересня він забив гол у ворота АДО, який допоміг його команді зіграти внічию. У складі клубу він виступав протягом трьох років.
У 1970-ті роки грав за команду ветеранів Амстердама разом з Бенні Мюллером і Гюсом ван Хамом.